# MTZ-52
Der MTZ-52 (russisch МТЗ-52, im deutschen Sprachraum zumeist MTS-52 transkribiert, bekannt auch in Kombination mit dem Markennamen Belarus) ist ein Traktor, der ab 1964 im Minski Traktorny Sawod produziert wurde. Bei dem Modell handelt es sich um eine Version des MTZ-50 mit Allradantrieb. Etwa 200.000 Stück wurden in 21 Jahren gebaut, die DDR importierte das Fahrzeug ab 1964.

## Fahrzeuggeschichte

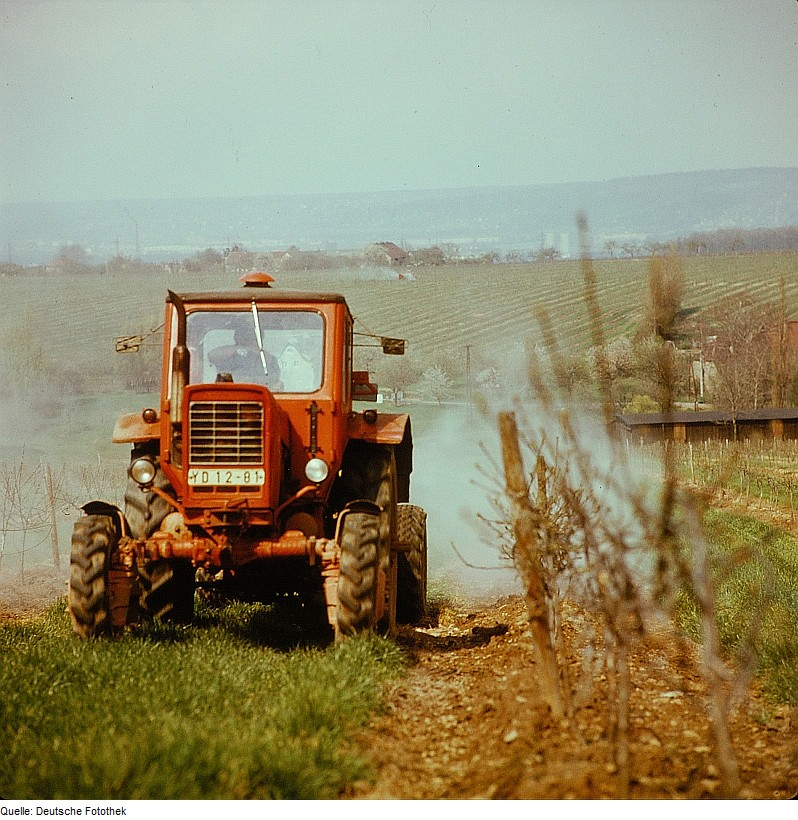
MTZ-52 mit Gerät zur Ausbringung von Pflanzenschutzmittel auf junge Bäume in Borthen (1977)

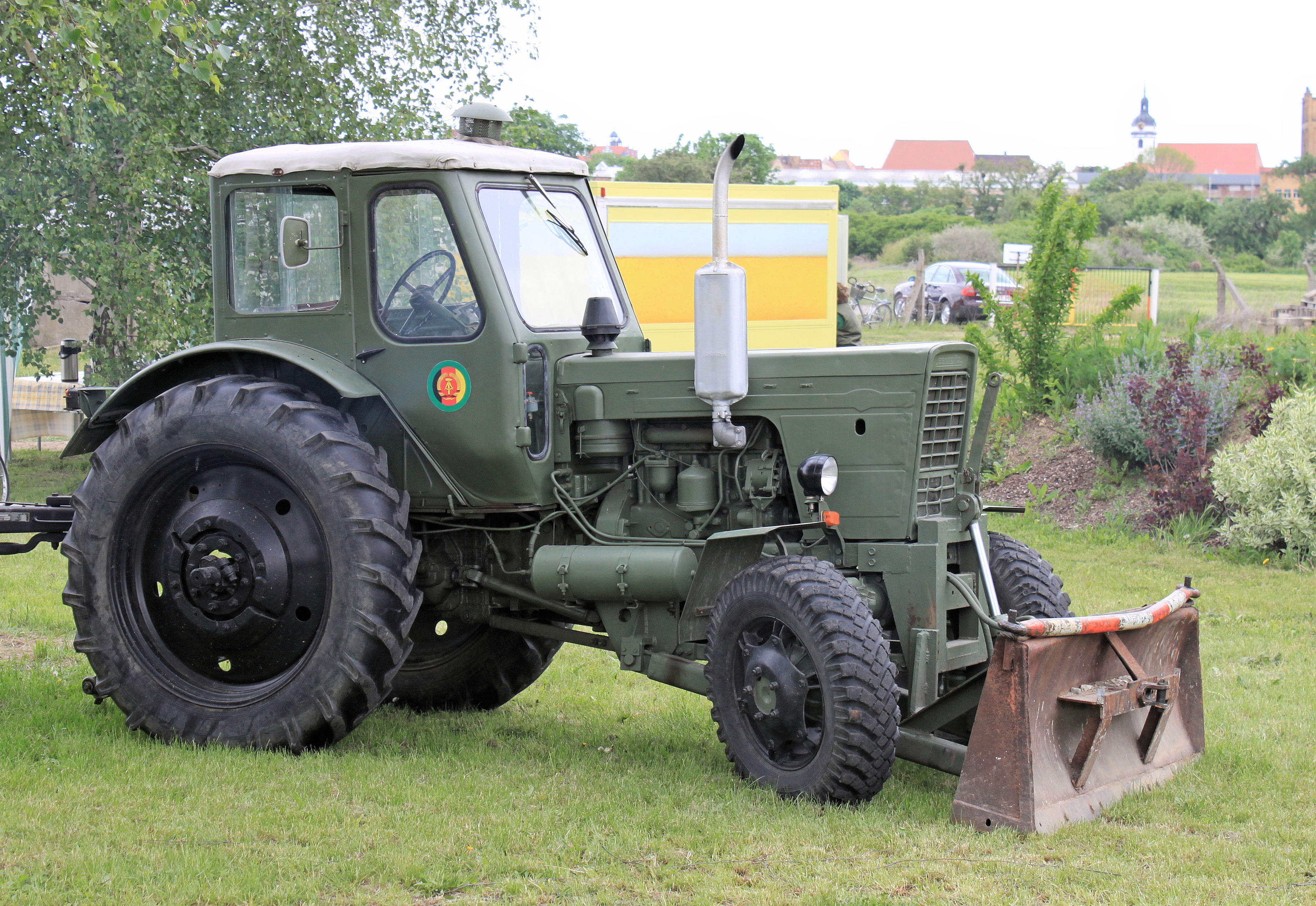
MTZ-52 „Super“ aus den Beständen der ehemaligen NVA (Grenztruppen) mit zusätzlichem Planierschild (2012)

Die Entwicklung des MTZ-52 geht zurück auf den MTZ-7, den ersten Radtraktor mit Allradantrieb aus dem Minski Traktorny Sawod, sowie den MTZ-50 ohne Allradantrieb, der bereits einige Jahre zuvor entwickelt worden war. Die Entwicklung begann 1959 auf Befehl des Ministerrats der UdSSR mit der Zielstellung, dass die Fahrzeuge ab dem Jahr 1962 in Serie gebaut werden sollten. Für 1965 wurde eine Fertigung von insgesamt 75.000 MTZ-50 und MTZ-52 pro Jahr angestrebt.
Als Ende 1961 offenkundig wurde, dass das gesetzte Ziel nicht würde eingehalten werden können, verschob der Ministerrat in einem zweiten Beschluss den Fertigungsbeginn auf das vierte Quartal 1962. Tatsächlich begann die Serienfertigung des MTZ-52 1964 und damit zwei Jahre später als die des Grundmodells MTZ-50.
Ab Mitte der 1960er-Jahre gab es den MTZ-52 „Super“, der sich hauptsächlich durch eine auf 60 PS (44 kW) gesteigerte Leistung unterschied. Der Vierzylinder-Reihen-Dieselmotor mit 4,75 Liter Hubraum blieb der gleiche, lediglich die maximale Umdrehungszahl der Kurbelwelle wurde geringfügig angehoben. Diese Fahrzeuge kamen ab 1967 in die DDR.
Zwischen 1961 und 1985 wurden knapp 1,26 Millionen Traktoren aus der Familie um den MTZ-50 gebaut, davon waren etwa 200.000 vom Typ MTZ-52. 1985 wurde die Fertigung zu Gunsten des schon seit 1974 produzierten MTZ-82 eingestellt.
Ende 1988 befanden sich 12.312 Traktoren vom Typ MTZ-52 im Bestand der landwirtschaftlichen Produktionsgenossenschaften der DDR. Der allergrößte Teil der Maschinen war bereits vor 1980 importiert worden.

## Technische Daten
Für das Modell MTZ-52, über die Produktionszeit hinweg können insbesondere die Abmessungen um wenige Zentimeter variieren.
- Motor: Vierzylinder-Viertakt-Dieselmotor
- Motortyp: „D50“
- Leistung: 55 PS (40 kW), später 60 PS (44 kW)
- Hubraum: 4750 cm³
- Bohrung: 110 mm
- Hub: 125 mm
- Tankinhalt: 130 l
- Verbrauch: 8 l/Stunde
- Getriebe: mechanisch, 9 Vorwärtsgänge + 2 Rückwärtsgänge in zwei Gruppen
- Höchstgeschwindigkeit: zwischen 24,3 und 33 km/h, je nach Quelle
- Bremssystem: mechanische Scheibenbremse, Druckluftanschluss für Anhängerbremse
- Hydraulikanlage: Dreipunkthydraulik hinten, hebt etwa 2000 kg
- Antriebsformel: 4×4

Abmessungen und Gewichte
- Länge: 3810 mm
- Breite: 1970 mm
- Höhe: 2470 mm
- Bodenfreiheit: 465 mm
- Spurweite vorne: 1200–1800 mm
- Spurweite hinten: 1400–2100 mm
- Zulässiges Gesamtgewicht: etwa 3600 kg
- Bereifung hinten: 13,60-38 AS
- Bereifung vorne: 8,30-20 AS